# Ampithoe neglecta
Ampithoe neglecta är en kräftdjursart. Ampithoe neglecta ingår i släktet Ampithoe och familjen Ampithoidae. Inga underarter finns listade i Catalogue of Life.